# OnePlus 2
OnePlus 2 — смартфон китайської компанії OnePlus, який був представлений 29 липня 2015 року. Це другий смартфон серії. OnePlus 2 відрізнявся від свого попередника дизайном і технічними характеристиками.
У цій моделі компанія OnePlus вперше використала сканер відбитків пальців, вбудований в кнопку «Додому».  Також OnePlus 2 став першим смартфоном в світі з портом USB Type-C.

## Операційна система
OnePlus 2 випускався з фірмовою прошивкою OxygenOS 2.0, яка базувалася на Android 5.1 «Lollipop».
Оновлення OxygenOS 3 на базі Android 6.0.1 було випущено в травні 2016 року.
OnePlus 2 не отримав офіційного оновлення на базі Android 7 «Nougat». Неофіційно OnePlus 2 можливо оновити до Android 8.0 «Oreo» в прошивці LineageOS 15.
У OnePlus 2 вперше з'явився спеціальний повзунок «Alert Slider», розташований поруч з кнопкою регулювання гучності. Повзунок дозволяє переключити смартфон в три заздалегідь обрані користувачем режими, за замовчуванням це «Без звуку», «Вібрація» і «Дзвінок».

## Продаж
Версія White Basic з 16 Гб вбудованої пам'яті коштувала 329$, а версія Sandstone Black Premium з 64 Гб 389$. Фірмові задні панелі з кевлару або бамбука коштували 27$.
OnePlus 2 надійшов у продаж в Європі, США та Індії в середині серпня. Продаж здійснювався за запрошенням, як і у випадку з OnePlus One.
У перші 72 години після старту продажу було заброньовано 1 мільйон OnePlus 2. Через тиждень було зроблено 2 мільйони попередніх замовлень. У вересні 2015 року загальна цифра попередніх замовлень становила 5 мільйонів.
12 жовтня 2015 року OnePlus продавала OnePlus 2 з 12:00 до 13:00 HKT/CEST/PDT на своєму сайті без запрошень.

## Цікавий факт
Компанія OnePlus домовилася з Netflix щодо реклами моделей OnePlus 2 і OnePlus X. Тому в четвертому сезоні серіалу «Картковий будинок» перша леді використовує смартфон OnePlus 2.